# Фан-дер-Флит, Александр Петрович
Александр Петрович Фан-дер-Флит (29 октября [10 ноября] 1870, Санкт-Петербург, Российская империя — 1 сентября 1941, Прага, Протекторат Богемии и Моравии, Нацистская Германия) — русский инженер и учёный в области прикладной механики, директор Императорского лесного института.

## Биография
Родился в Санкт-Петербурге 29 октября (10 ноября) 1870 года. Происходил из дворянского рода Фан-дер-Флит; его отец — физик, профессор Санкт-Петербургского университета, Пётр Петрович Фан-дер-Флит.
С 1882 по 1889 годы учился в гимназии при Санкт-Петербургском филологическом институте, по окончании которой поступил на естественное отделение физико-математического факультета Санкт-Петербургского университета. Но в следующем, 1890 году, перевёлся на математическое отделение, курс которого окончил в 1894 году. 
Был оставлен на два года при кафедре практической и теоретической механики профессора Д. К. Бобылева «для подготовки к профессорскому званию». С 1896 по 1900 годы состоял преподавателем тригонометрии, начертательной геометрии и краткого курса дифференциального исчисления в Военно-топографическом училище. Кроме этого в 1896—1902 годах был репетитором по математике и механике в Институте инженеров путей сообщения. В 1899 году он спроектировал для полярной экспедиции известного художника А. А. Борисова яхту «Мечта».
В 1902 году перешёл в Политехнический институт императора Петра Великого лаборантом по теоретической механике и в том же году был избран руководителем упражнений по теоретической механике, а в 1903 году начал читать лекции на кафедре теории корабля. В 1904 году он защитил диссертацию «Изгиб сжатых и вытянутых балок со свободными и заделанными концами»  и был утверждён «в звании адъюнкта института по кораблестроению без особого испытания и без прочтения пробных лекций» и назначен экстраординарным профессором. В 1906—1909 годах выполнял обязанности секретаря кораблестроительного факультета;  с 1909 года он — ординарный профессор политехнического института по кафедре теории корабля. На организованных при кораблестроительном факультете воздухоплавательных курсах с 1909 года он читал курс аэродинамики. С этого времени ему неоднократно поручалось временное исполнение должности декана кораблестроительного факультета (им был К. П. Боклевский) и даже директора института. Среди его учеников оказался известный в последующем авиаконструктор Н. Н. Поликарпов. 
Одновременно с преподавательской деятельностью в течение ряда лет он был инженером Главного правления Императорского Российского общества спасения на водах. Лодки конструкции Фан-дер-Флита использовались Петербургской спасательной службой. В Галерной гавани находилась «Яхтенная верфь А. П. Фан-дер-Флита», на которой строились спроектированные им спасательные боты и лодки, парусные и моторные яхты, моторные лодки, мелкосидящие суда разного типа, а также буеры для катания на льду.
С 1908 года он был также профессором Императорского Лесного института по кафедре прикладной механики, а с 1911 года — его директором. В 1916 году он ушёл с поста директора в связи с разногласиями, возникшими у него с профессурой этого учебного заведения. С 1915 года А. П. Фан-дер-Флит был членом Совета Министра земледелия.
В 1910 году он был награждён орденом Св. Анны 2-й степени; в 1914 году получил чин действительного статского советника. В 1916 году определён постоянным членом в Технический комитет учреждённого в это время Управления военно-воздушного флота; вместе с Г. А. Ботезатом он был привлечён к научному руководству организации под Херсоном крупного многопрофильного авиационного комплекса «Авиагородок». В Херсоне его застали революционные события октября 1917 года. Летом 1918 года он организовал здесь Херсонский политехнический институт, для которого подготовил ряд учебников. После восстановления в Херсоне советской власти, осенью 1920 года институт был закрыт.
Фан-дер-Флиту удалось вместе с семьёй бежать на парусном судне из России. С 1921 года они жили в Праге; в 1925 году получили чехословацкое гражданство. А. П. Фан-дер-Флит работал в машиностроительно-электротехническом отделении Чешского высшего технического училища — сначала доцентом, а затем профессором. Активно способствовал созданию чехословацкой авиации, работая на аэродроме Letnany, консультировал чешские заводы. Он также принимал участие в деятельности Русского народного университета в Праге. В начале 1920-х годов он был председателем Союза русских агрономов в Чехословакии. 
Умер в Праге 1 сентября 1941 года.

## Награды
- Орден Святого Станислава 3-й степени (1904)[4]
- Орден Святой Анны 2-й степени (1910)

## Семья
А. П. Фан-дер-Флит был дважды женат. 
- В 1896 году женился на дочери сенатского прокурора, Надежде Михайловне Беловой. В 1901 году у них родился сын Андрей. Вскоре этот брак распался.
- После получения развода в 1914 году он женился на Лидии Фаддеевне Горбачёвой, урождённой Лобза (1878—1970). В 1909 году у них родилась единственная дочь Александра, в замужестве Левицкая.